# Alonso Pareja
Alonso Pareja fue uno de los 63 primeros vecinos pobladores que acompañó a Juan de Garay en la expedición que partió de Asunción del Paraguay y culminó en la segunda fundación de la ciudad de Buenos Aires en el año de 1580.
No se conoce su genealogía ni su lugar de nacimiento. Fue favorecido con entrega de tierras en la banda opuesta del Riachuelo en lo que hoy serían los partidos de Avellaneda y Lanús.
Una calle de la ciudad de Buenos Aires lleva ese nombre en su homenaje.